# Canal 8 (Honduras)
Canal 8, anteriormente conocido como Televisión Nacional de Honduras (TNH), es el canal de televisión pública de Honduras. Es operado por la Dirección Nacional de Radio y Televisión (bajo la administración del Ministerio de Cultura y Telecomunicaciones). Cuenta con una programación generalista para producir, emitir y programar producciones de bajo costo tanto de producción local como extranjero. Este canal tiene una marcada programación política.
Fue lanzado el 20 de agosto de 2008. Desde entonces, se han recibido varios nombres e identidades como, TVN-8, Tele Nacional,  Cadena 1, Primera Cadena o TNH-8.

## Historia
Surge la idea desde la llegada de la televisión hondureña a finales de los 50 durante la Junta Militar Hondureña. En 1960, El estado planteaba la creación un nuevo medio de comunicación que brinda al estado, para el servicio de información, comunicación, producción con fines comerciales para la población hondureña.  